# اس‌اس رابرت ام.تی. هانتر
اس‌اس رابرت ام. تی. هانتر (به انگلیسی: SS Robert M. T. Hunter) یک کشتی بود که طول آن ۴۴۱ فوت ۶ اینچ (۱۳۴٫۵۷ متر) بود. این کشتی در سال ۱۹۴۳ ساخته شد.